# Oezdemirus teres
Oezdemirus teres là một loài tò vò trong họ Ichneumonidae.